# Porak
Porak (armeniska: Փորակ), eller azerbajdzjanska: Axarbaxar ("avskuren mage") är en stratovulkan i Lilla Kaukasus på gränsen mellan Armenien och Azerbajdzjan. Berget ligger i provinsen Gegharkunik i östra Armenien och i distriktet Kəlbəcər Rayonu i västra Azerbajdzjan, och är beläget 20 kilometer sydost om Sevansjön.  Berget är 2 800 meter högt och bildar ett vulkanfält.
Vulkanens flanker är prydda med tio satellitkoner samt en sprickvulkan.
Två långa lavaflöden, varav ett 21 km långt, sträcker sig från fältet norrut och nordost. Det finns termiska källor i området, och det mellersta förkastningsområdet ligger norr om den centrala delen av Porak. Karkarvulkanerna ligger i samma region. Komplexet är byggt av delvis sedimentära bergarter och delvis vulkanogena serier från de geologiska epokerna yngre krita och eocen med paleogena inslag.